# Batrachoseps relictus
Batrachoseps relictus (tên tiếng Anh: Relictual Slender Salamander) là một loài kỳ giông thuộc họ Plethodontidae.
Đây là loài đặc hữu của California, ở Kern và Tulare Counties miền tây Hoa Kỳ.